# Naturschutzgebiet Auf der Mark
Das Naturschutzgebiet  Auf der Mark ist ein 12,13 ha großes Naturschutzgebiet (NSG) in der Gemeinde Kierspe im Märkischen Kreis in Nordrhein-Westfalen. Das NSG wurde 2003 vom Kreistag des Märkischen Kreises mit dem Landschaftsplan Nr. 7 Kierspe ausgewiesen.

## Gebietsbeschreibung
Bei dem NSG handelt es sich um einen Wald-Moor-Biotopkomplex. Es gibt ein Quellgebiet mit flechten-, torfmoos- und pfeifengrasreichen Eichen-Birkenwäldern und anschließenden naturnahem Bachbereich. Im Waldbereich befinden sich Bach-Erlen-Eschenwald, Erlen-Sumpfwald, Moorbirken-Bruchwald und Eichen-Birkenwald. Im NSG befindet sich auch eine Wacholderheide und ein kleinflächiges Hangmoor mit typischer Moorvegetation. Umgeben wird es von einem mit 90 % deckenden Torfmoos-Polstern ausgebildeten Bruchwald, in dem die Moorbirke und die Roterle zu etwa gleichen Anteilen vorkommen. Die Erlen und Birken sterben lokal ab, so dass viel Totholz mit Flechtenbewuchs zu finden ist. Im angrenzenden Fichtenwald entspringen mehrere vegetationsarme Quellen, deren mit Torfmoos bewachsene Quellrinnen anschließend durch den Erlen-Birkenbruchwald fließen.

## Schutzzweck
Das Naturschutzgebiet wurde zur Erhaltung und Entwicklung eines Wald-Moor-Biotopkomplexes und als Lebensraum gefährdeter Tier- und Pflanzenarten ausgewiesen. Wie bei anderen Naturschutzgebieten in Deutschland wurde in der Schutzausweisung darauf hingewiesen, dass das Gebiet „wegen der landschaftlichen Schönheit und Einzigartigkeit“ zum Naturschutzgebiet wurde.